# Jürgen Miles
Jürgen Miles (* 8. September 1951) ist ein ehemaliger deutscher Fußballspieler. Für den SSV Ulm 1846 spielte er in der 2. Bundesliga.

## Sportlicher Werdegang
Miles entstammt der Jugend des FC Germania Singen und begann seine Spielerkarriere im Erwachsenenbereich beim 1. FC Pforzheim, mit dem der Offensivspieler Anfang der 1970er Jahre in der 1. Amateurliga Nordbaden antrat. Angeblich wechselte er zum von Josef Schäfer trainierten Ligakonkurrenten Karlsruher FV, nach dessen Abstieg am Ende der Spielzeit 1975/76 er wieder nach Pforzheim zurückkehrte. Nach einem dritten Platz im  Endklassement der Spielzeit 1977/78 qualifizierte er sich mit dem Verein für die neu eingeführte Oberliga Baden-Württemberg. Dort erzielte er in 37 Saisonspielen 16 Saisontore. Während der Klub am Saisonende einen Abstiegsplatz belegte, hatte er damit Interesse bei anderen Vereinen geweckt. 
Im Sommer 1979 wechselte Miles in die 2. Bundesliga, wo er sich dem Aufsteiger SSV Ulm 1846 anschloss. Dabei konnte er sich nicht dauerhaft als Stammspieler durchsetzen, bei seinen 24 Saisonspielen stand er lediglich in 13 Spielen in der Startelf. Im gesamten Saisonverlauf erzielte er vier Tore. Im Sommer 1980 wechselte er daher zum Oberligisten FV Biberach, den er nach einer Spielzeit wieder verließ. Beim mittlerweile viertklassig antretenden 1. FC Pforzheim spielte er noch mindestens bis 1984. Vereinsangaben zufolge spielte er in den 1980ern ggf. nochmals beim Karlsruher FV.
Später war Miles als Trainer im unterklassigen nordbadischen Amateurfußball tätig, 1989 stieg er mit dem FC Bauschlott als Spielertrainer in die Bezirksliga auf. Zudem engagierte er sich als Ehrenamtlicher bei seinem Heimatverein FC Germania Singen, bei dem er auch für die Alte-Herren-Mannschaft auflief.